# Meckenheim
Meckenheim er en by i Tyskland i delstaten Nordrhein-Westfalen med cirka 25.000 indbyggere. Den ligger i kreisen Rhein-Sieg-Kreis, cirka 15 km sydvest for Bonn.